# M1 Abrams
M1 Abrams je americký hlavní bojový tank třetí generace navržený společností Chrysler Defence (nyní General Dynamics Land Systems) a pojmenovaný podle generála Creightona Abramse. Koncipován je pro moderní obrněnou pozemní válku a v současné době jde o jeden z nejtěžších tanků ve službě o hmotnosti téměř 62 metrických tun. Představil několik inovativních funkcí včetně vícepalivového turbínového motoru, sofistikovaného kompozitního pancéřování Chobham, systému řízení palby ovládaného počítačem, oddělené skladování munice ve ventilačním prostoru a ochrana proti ZHN pro bezpečnost posádky. Počáteční modely M1 byly vyzbrojeny licencovaným 105mm kanónem Royal Ordnance L7, označen jako M68, zatímco pozdější varianty mají licencovaný Rheinmetall 120 mm L/44, označen jako M256.
M1 Abrams byl vyvinut z neúspěšného projektu MBT-70, který měl nahradit tanky M60 Patton. Existují tři hlavní varianty Abramsu - M1, M1A1 a M1A2 (Warrior's Chariot), přičemž každá nová iterace přináší vylepšení výzbroje, ochrany a elektroniky. Byla implementována rozsáhlá vylepšení nejnovějších verzí M1A2C a D (dříve označovaných jako M1A2 System Enhancement Package verze 3 nebo SEPv3 a M1A2 SEPv4), jako je vylepšené kompozitní pancéřování, lepší optika, digitální systémy a munice. Abrams měl být nahrazen vozidlem Future Combat Systems XM1202, ale kvůli jeho zrušení se americká armáda rozhodla v dohledné budoucnosti pokračovat v údržbě a provozu řady M1 modernizací s vylepšenou optikou, pancéřováním a palebnou silou.
M1 Abrams vstoupil do služby v roce 1980 a v současné době slouží jako hlavní bojový tank armády a námořní pěchoty Spojených států. Exportní verzi používají armády Egypta, Kuvajtu, Saúdské Arábie, Austrálie a Iráku. Abrams byl poprvé použit v boji ve válce v Zálivu a zúčastnil se bojů jak ve válce v Afghánistánu, tak ve válce v Iráku v rámci ozbrojených sil Spojených států, zatímco irácké tanky Abrams byly nasazeny ve válce proti Islámskému státu a byly použity Saúdskou Arábií během jemenské občanské války.

## Vývoj

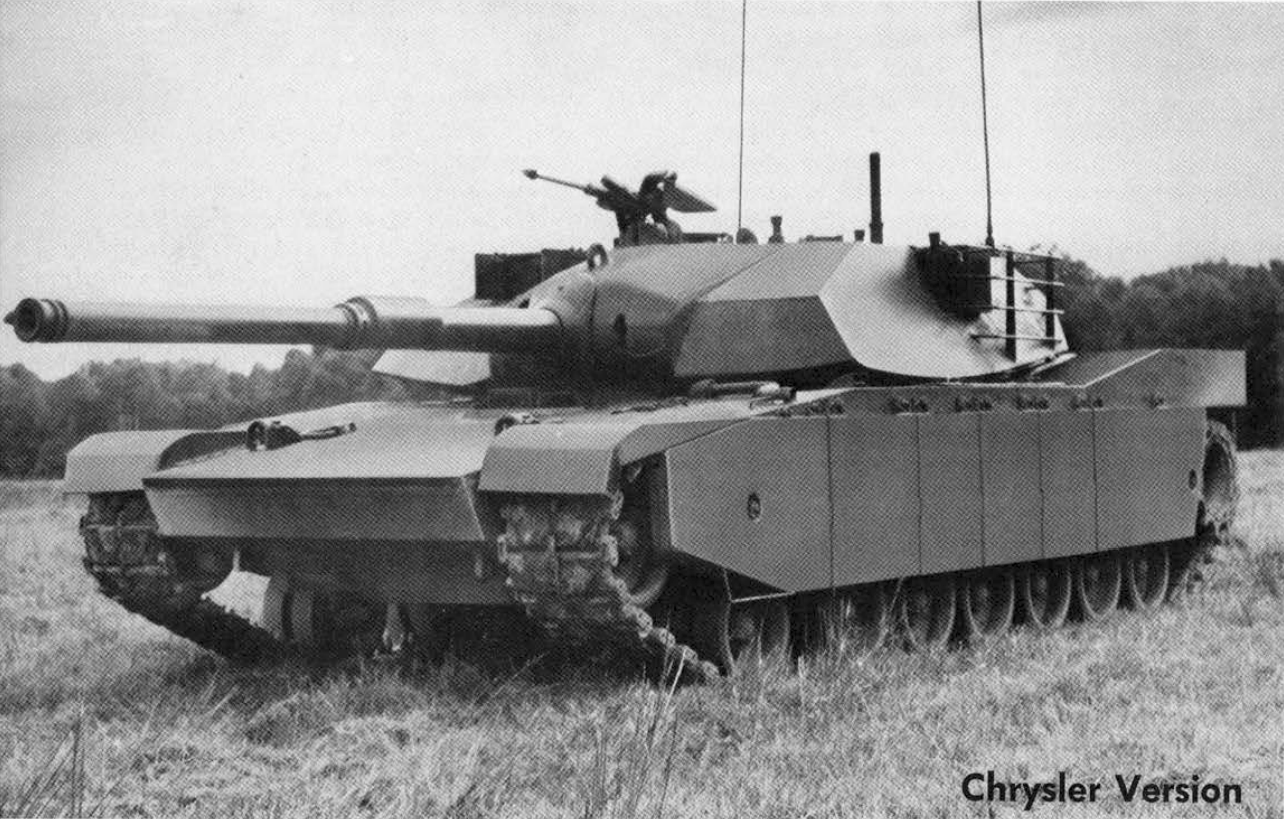
Prototyp Chrysler XM1

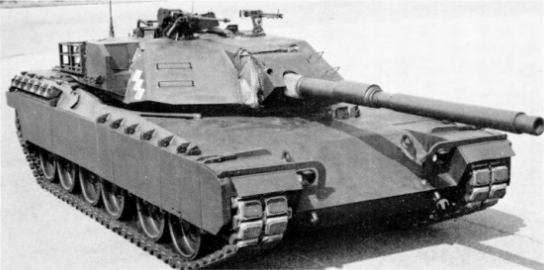
Prototyp General Motors XM1

Po neúspěšném americko-německém projektu MBT-70, uveřejnilo americké ministerstvo obrany v lednu 1973 požadavky na nový hlavní bojový tank, který měl nahradit zastarávající tank M60 Patton. Ministerstvo obrany požadavky v červnu 1973 předalo firmám Chrysler a General Motors. Prototypy tanků byly pojmenovány symbolicky XM1 (jednička jako nástup nové generace).
Při konstrukci byly brány ohledy na nejnovější technologické poznatky a zkušenosti z předchozích bitev. Automatické nabíjení bylo odmítnuto jako nespolehlivé. Další člen posádky posiloval bojeschopnost tanku. Při vyřazení jiného člena posádky mohl v případě potřeby zastat jeho funkci. Absence automatického nabíjení také poskytla možnost oddělit munici od posádky posuvnou stěnou. Roku 1976 obě firmy ukončily práci na prototypech. I přes porušení požadavku na vznětový motor byl vybrán prototyp od firmy Chrysler vybavený plynovou turbínou.
Po zkouškách bylo objednáno 11 předvýrobních strojů, u kterých byly postupně vylepšovány různé nedokonalosti a problémy (zejména problémy s plynovou turbínou). Ministerstvo obrany po zkouškách objednalo 54 sériových strojů, počet byl poté zvýšen na 110. 1. sériový tank byl vyroben 28. února 1980 ve výrobním závodě v Limě ve státě Ohio. Podle amerických tradic byl tank pojmenován po generálu Creightonu Abramsovi (tankovém veliteli za druhé světové války a velícímu generálu MACV ve vietnamské válce).
Výroba se poté rozrostla i do výrobních závodů Arsenal Tank Plant v Detroitu. V březnu 1982 byl Chrysler z ekonomických důvodů donucen prodat výrobní linku a výrobní práva firmě General Dynamics (dnešní výrobce). Změna majitele se pozitivně projevila na množství vyrobených tanků – před prodejem z výrobních linek sjíždělo 30 tanků měsíčně, po prodeji to bylo již 60, poté 70.

### Výroba

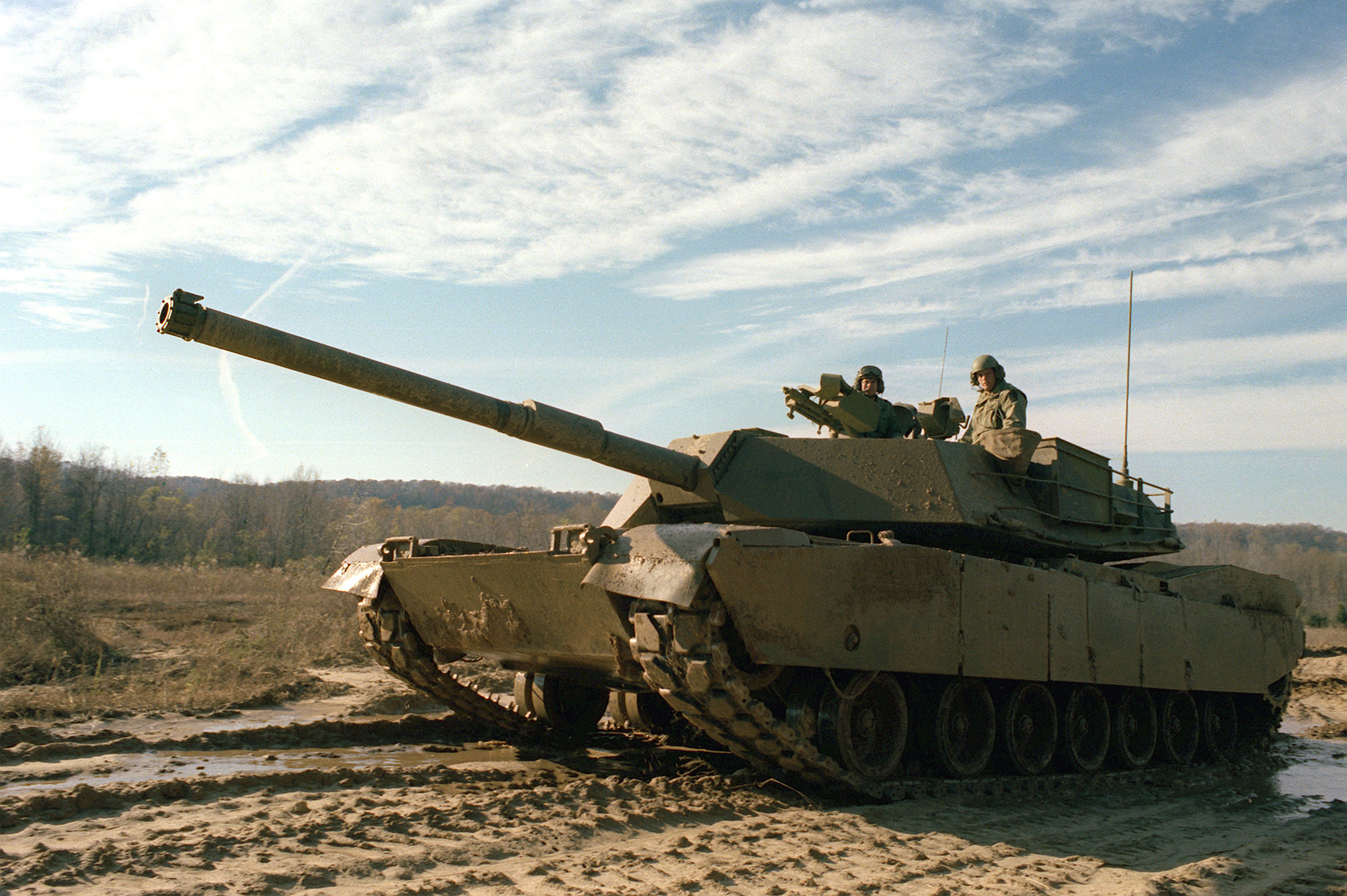
XM1 Abrams během ukázky ve Fort Knox, Kentucky v roce 1979

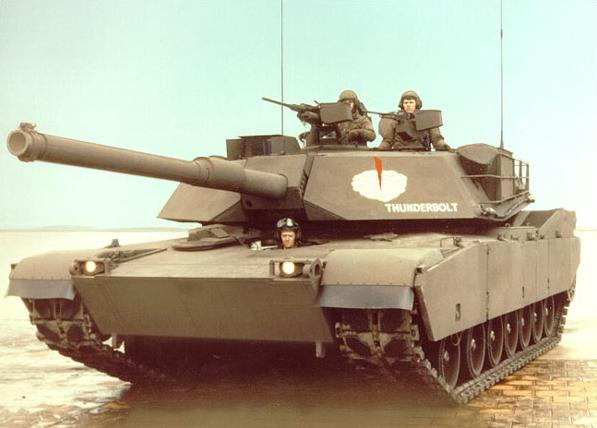
1. vyrobený stroj

Verze M1 byla podle americké armády jen provizorním řešením, velmi brzy poté byla verze M1 vylepšena na verzi M1A1. Mezistupněm byla verze M1E1 - Enhanced. Byla určena pro otestování novinek, které měly být použity ve verzi M1A1.
Verze M1A1 měla potřebný 120 mm kanón (kanón je původem z Německa, kde je vyráběn pod označením Rheinmetall L44; v USA je pak vyráběn v licenci jako M256). Mimo jiné byla vylepšena i pancéřová ochrana tanku, hlavně pak přidáním ochuzeného uranu do kritických částí pancíře, dále pak byla tato verze doplněna o nové elektronické vybavení a OPZHN (ochranu posádky proti zbraním hromadného ničení). Zlepšeny byly i jízdní vlastnosti. Hlavně byla verze M1A1 vybavena novým pérováním, vylepšenou převodovkou a lepšími tlumiči. Nejnápadnější změnou je ejektor na hlavni kanónu, pomocí kterého lze snadno rozlišit verzi M1A1 od verze M1. Nejvíce tanků Abrams americké armády je právě tato verze, ale v poslední době probíhá modernizace této verze na nejnovější verzi M1A2 (popř. M1A2 SEP).
Verze M1A2 je vylepšena o velice sofistikované elektronické vybavení, které zaručuje vysokou přesnost kanónu (pro využití iniciativy), zmenšení spotřeby plynové turbíny (řízení spalování), zlepšení komunikace s ostatními tanky na bitevním poli či nové možnosti sledování cílů a použitelnosti za jakéhokoliv počasí (CITV - infrakamera). Z původního vybavení nezůstalo téměř nic. Veškeré analogové vybavení bylo nahrazeno digitálním. Digitální vybavení je navzájem spojeno, takže není problém předat souřadnice cíle, který označil velitel, střelci, aby mohl ihned střílet. Podvozek verze M1A2 je opatřen novými pásy s životností až 4425 km.
Cena tanku Abrams se pohybuje od 2 350 000 až ke 4 300 000 dolarů, poslední verze, M1A2 SEP, je ještě dražší. Výroba tanků Abrams se poslední dobou spíše utlumuje (pravděpodobně kvůli zavedení projektu FCS, Future Combat Systems, do výzbroje), americká armáda však věnuje velké úsilí modernizaci stávajících tanků na verzi M1A2 nebo M1A2 SEP. Americká armáda má také v plánu část svých tanků M1A2 vybavit modernizačním balíčkem TUSK (Tank Urban Survival Kit), který zvyšuje šance na přežití tanků při bojích ve městech. Tank M1 také lze vybavit pluhem k odstraňování min.
Americká armáda také vlastní vozidla vycházející z podvozku tanku M1, konkrétně M104 Wolverine (mostní vozidlo) a vyprošťovací vozidlo Grizzly.

## Služba

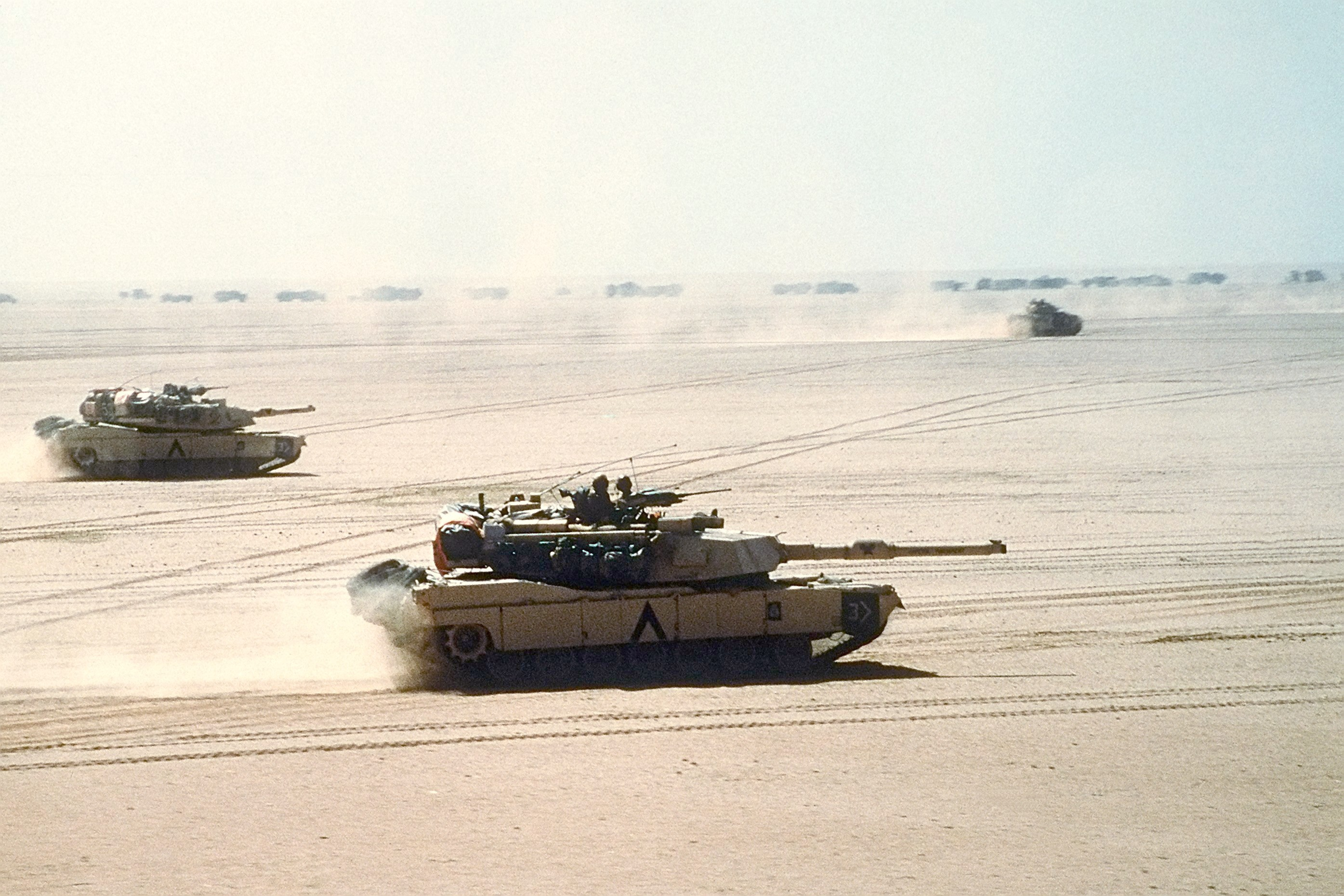
Tanky Abrams ve formaci při přesunu pouští během operace Pouštní bouře v roce 1991

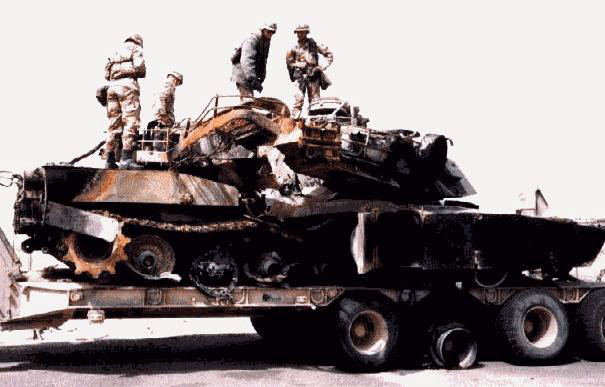
Zničený M1A1 po zásahu střely Hellfire do zadní části a protitankové munice sabot z levé části během palby do vlastních řad v Camp Doha, Kuvajt 11. července 1991.

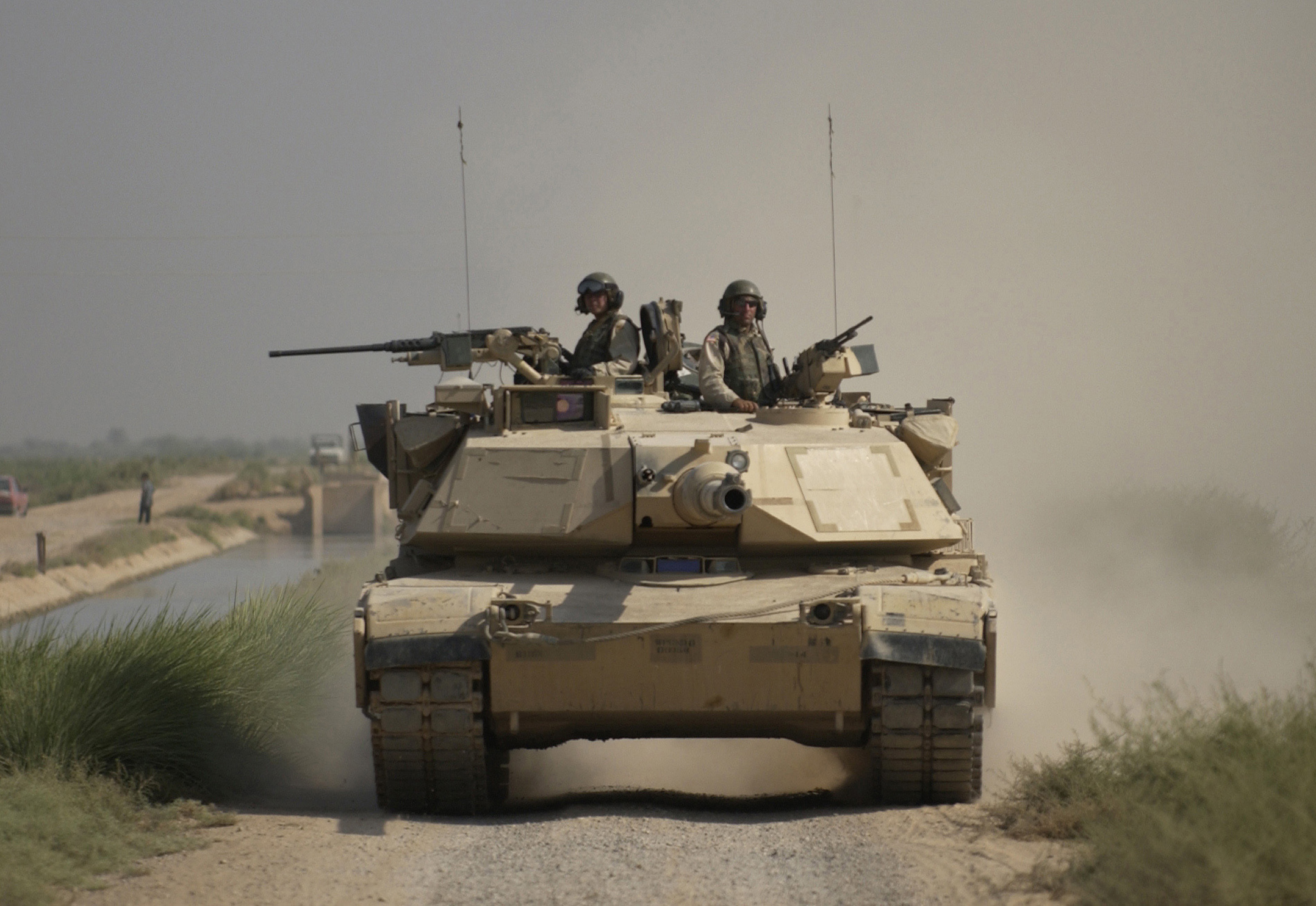
M1A1 provádí průzkum v Iráku v září 2004.

Tanky Abrams byly nasazeny poprvé ve větší bojové akci teprve v roce 1991, při operaci Pouštní bouře (Válka v Zálivu), bylo zde nasazeno 1 848 tanků typu M1A1. Zde opodstatnily pláty ochuzeného uranu ve svém pancíři. Během operace Pouštní bouře nebyl palbou protivníka zničen jediný tank[zdroj⁠?!] (zřejmě to však bylo způsobeno nedostatkem průbojných střel z ochuzeného uranu irácké armády; irácká armáda proto byla donucena používat munici HEAT, která ničí vozidla kumulativním paprskem o vysoké teplotě, ale je jen málo účinná proti vrstveným pancířům), pouze bylo 18 tanků vyřazeno ze služby kvůli technickým problémům. Tanky Abrams také využily svého technologického náskoku oproti nejmodernějšímu tanku irácké armády T-72. Prováděly své akce mimo jiné i v noci, kdy používaly přístroje pro noční vidění a ničily irácké T-72, které nemohly žádným adekvátním způsobem reagovat.
Dalšího většího bojového nasazení se dočkaly tanky Abrams v roce 2003 při operaci Irácká svoboda. Zde bylo nasazeno pouze cca 500 tanků, které byly použity při taktice bleskové války. Při samotné operaci byly ztráty tanků minimální, ale při následném zajišťování a hlídání Iráku jich bylo ztraceno relativně hodně. Při této operaci se také vyvrátil mýtus o „nezranitelnosti“ tanků Abrams. Irácká armáda doplnila své zásoby kinetické (průbojné) munice, a proto při operaci mohla lépe likvidovat americké tanky[zdroj⁠?!] (i když probít čelní pancíř bylo stále více o štěstí než o účinnosti munice.); také se velké množství bojů odehrávalo v městských oblastech, kde tanky ohrožovaly především raketometné týmy (využívající především RPG-7) a často útočily zezadu nebo ze strany, kde pancíř Abramse není příliš silný.
Dnes[kdy?] stále[zdroj⁠?!] ještě tanky Abrams operují v Iráku a hlídají hlavně bagdádské ulice. Tanky jsou stále ničeny, ale spíše než RPG týmy improvizovanými výbušnými zařízeními (jeden tank Abrams byl dokonce zničen IED, které bylo vyrobené z třech kusů 155 mm munice).
Mimo jiné byly tanky Abrams taky nasazeny v Bosně.
26. listopadu 2023 se objevily v sítí Telegram fotky dokumentující první nasazení Abramsů na v bojích na Ukrajině u Kupjansku. Dle nezávislého webu Oryx ztratila Ukrajina k červnu 2025 dle volně dostupné fotodokumentace nejméně dest Abramsů M1A1 SA a dva M1150 ABV, jeden M1A1 SA byl poškozen, deset dalších M1A1 SA a jeden M1150 byl poškozen a opuštěn a jeden M1A1 byl ukořistěn Rusy. Dle agentury Associated Press byly všechny zbývající Abramsy v dubnu 2024 dočasně staženy z frontové linie kvůli konstantnímu nebezpečí ze strany ruských dronů.

## Konstrukce

### Základní konstrukce

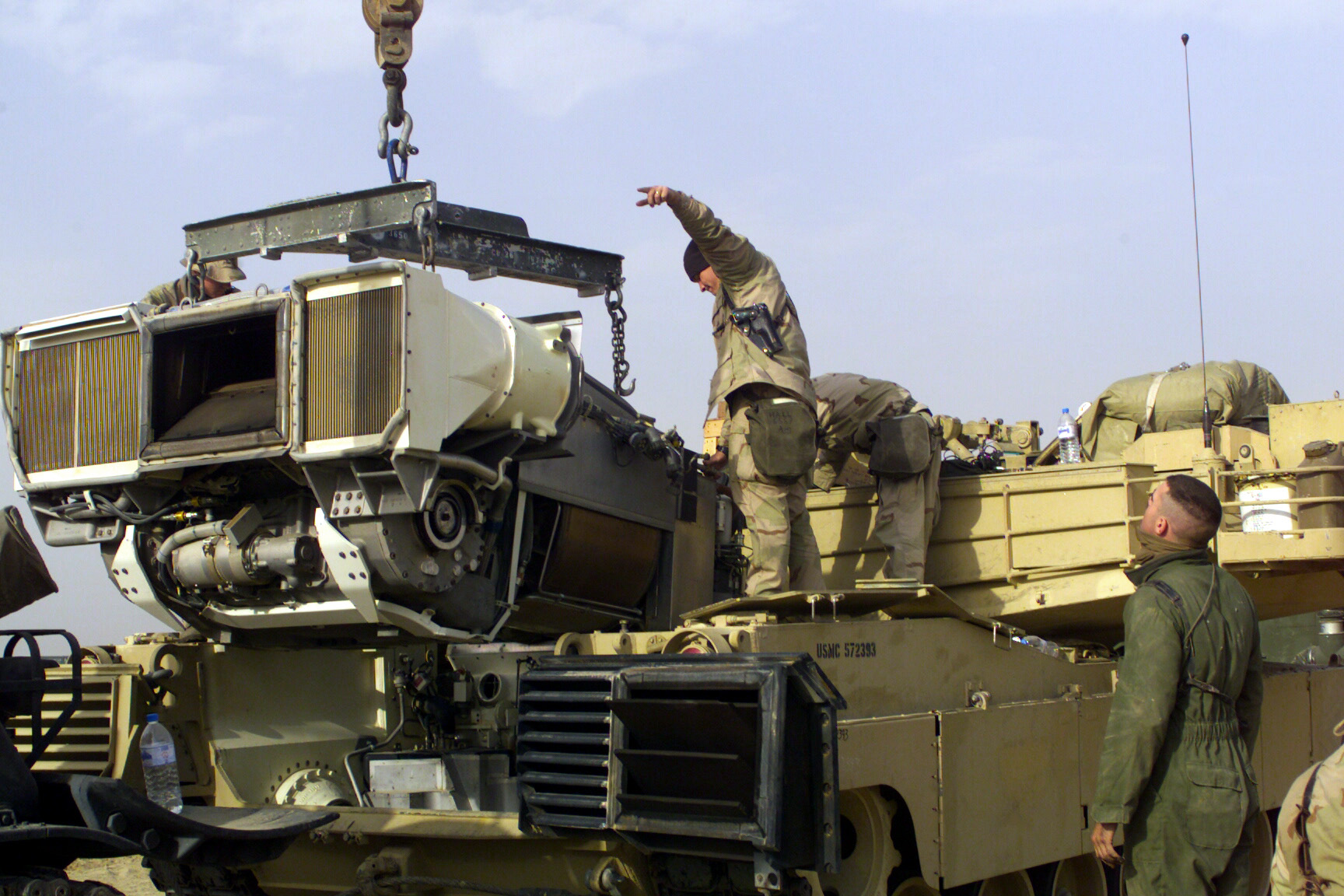
Výměna plynové turbíny v Camp Coyote, Kuvajt, únor 2003.

Základem tanku je podvozek s 2×7 pojezdovými koly, jedním napínacím kolem vpředu a jedním hnacím kolem vzadu. Na podvozku je umístěna plně otočná věž přibližně tvaru pětiúhelníku, která je po stranách mírně zkosená. Vpředu na korbě se nacházejí 2 světlomety, vzadu pak 2 koncová světla. Průlez řidiče s průzory je umístěn těsně pod věží, dále jsou pak umístěny 2 průlezy na věži tanku, jeden pro velitele, druhý pro nabíječe. Věž je vpředu zakončena kanónem a vzadu se nacházejí pro Abrams typické komunikační antény a komínek klimatizačního systému. Po stranách věže jsou umístěny výmetnice kouřových granátů.

### Pohyblivost
Tank Abrams je vybaven dvoukompresorovou plynovou turbínou Avco Lycoming AGT1500C, s výkonem 1 119 kW (1 500 hp). Zrychlení z 0 na 32 km/h trvá pouhé 7,2 s. Turbína zaručuje vysokou pohyblivost a také se vyznačuje velmi tichým chodem (proto přezdívka „Šeptající smrt“). Výhodou turbíny je její snadná vyměnitelnost v polních podmínkách a možností výběru paliva (turbína může spalovat benzín, naftu, ale klidně i petrolej apod.). Nevýhodou je pak obrovská spotřeba – na 1 galon (3,79 l) neujede ani 0,6 míle (1 km). Palivové nádrže tanku Abrams jsou proto vskutku obrovské (pojmou 1908 l paliva). Tank je také opatřen automatickou hydrokinetickou převodovkou (DDA X1100-3B), která nabízí 4 rychlosti vpřed, 2 vzad, neutrál a otáčení na místě.
Maximální rychlost tanku se pohybuje v rozmezí 67–72 km/h podle verze, dojezd tanku na komunikaci je cca 460 km (záleží na verzi). Tank Abrams je schopen jet po 60% stoupání a zvládat boční náklon 30–40% podle verze. Překročivost (maximální šířka zákopu nebo jiné podobné překážky), kterou je schopen Abrams přejet je 274 cm, max. výška kolmé stěny je poté 107 cm a brodivost 122 cm bez přípravy, s přípravou až 238 cm. Hluboké brodění Abrams neumožňuje.

### Přepravitelnost

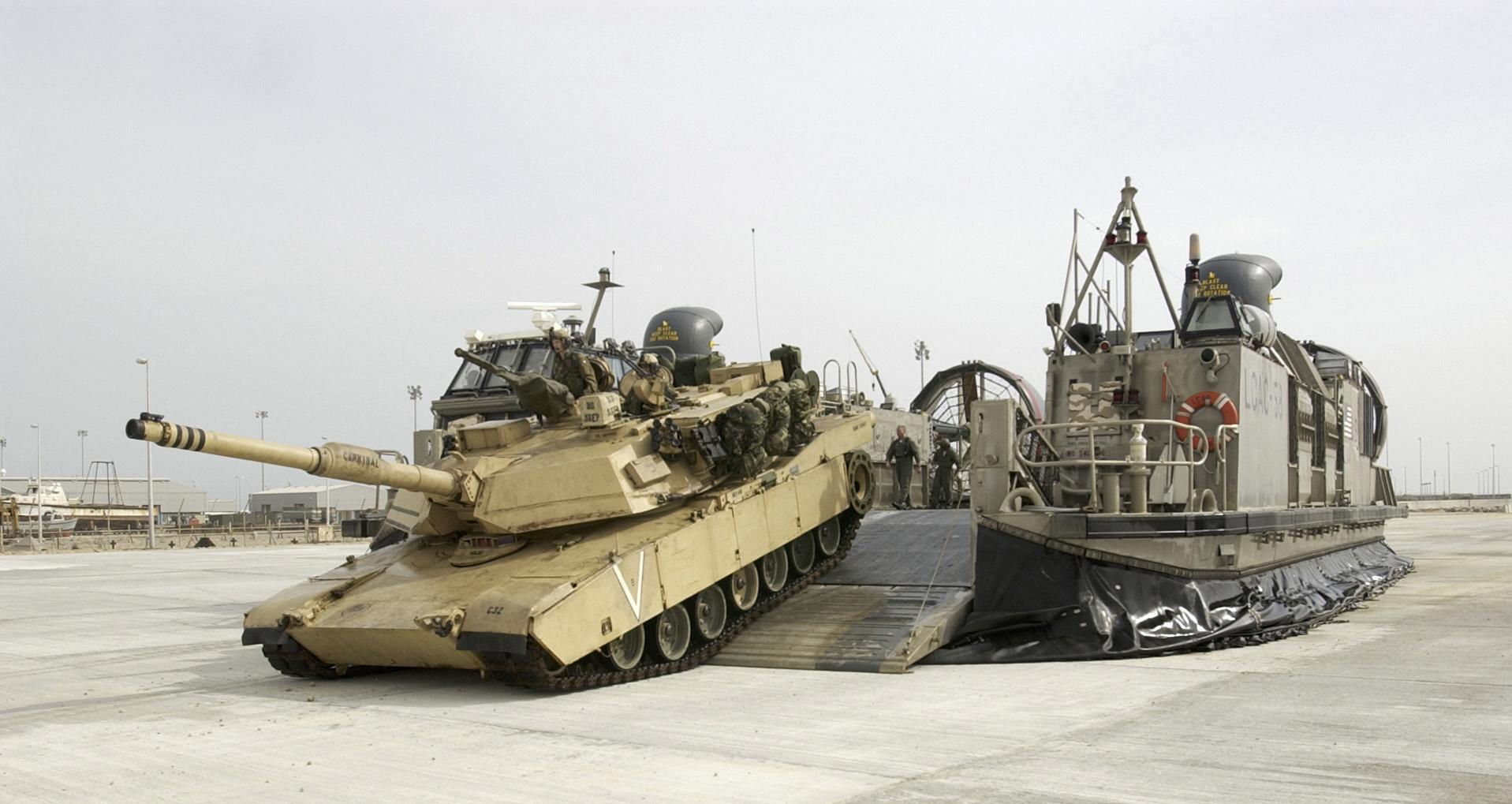
Vyložení tanku M1A1 ze vznášedla Landing Craft Air Cushion

Tank M1 Abrams může být letecky přepravován 2 typy letadel: C-5 Galaxy a C-17 Globemaster III. V letadlech může být přepravován jeden bitevně připravený tank Abrams, nebo u letadla C-5 dva tanky Abrams, které se však ještě musí připravit do bojové akce.
Tanky Abrams se ale ve většině případech přepravují pomocí námořní techniky. Velké lodě dopraví tanky do blízkosti pobřeží, kde se tanky přesunou na obojživelná vznášedla LCAC (Landing Craft Air Cushion), které tanky přemístí až k pobřeží. Pokud je však i tato varianta nebezpečná, vybaví se tanky systémem pro hluboké brodění a vznášedla LCAC je dopraví do blízkosti pobřeží, kde tanky vysadí, a zbytek vzdálenosti již tanky dojedou ve vodě.

### Pancéřování

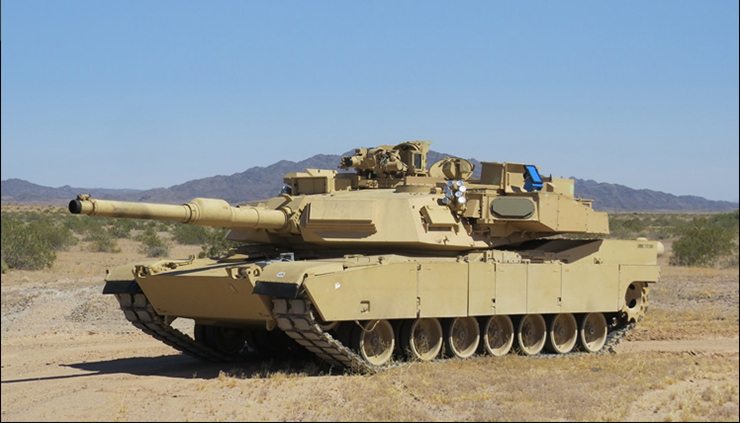
Aktivní ochranný systém Trophy (APS) namontovaný a zkoušený na stroji M1A1 Abrams námořní pěchoty v roce 2017.

Pancíř v tanku Abrams je mírně poupravený Chobhamův pancíř. Vrstvený pancíř se nesnadno tvaruje, proto jsou téměř všechny plochy pancíře rovné. Brzy na to byl tento pancíř ještě posílen bloky ochuzeného uranu, které dodatečně chránily kritická místa, zvláště pak přední část věže. Tímto vylepšení však došlo i k navýšení hmotnosti o několik tun, pro samotný tank to znamenalo snížení pohyblivosti (zvláště pak snížení max. rychlosti). Tento pancíř bývá také označován jako DU pancíř (depleted uranium – ochuzený uran). Tloušťka vrstvy ochuzeného uranu je přibližně 100 mm.
Pancíř verze M1A2 (DU pancíř 2. generace) je tvořen z obou stran vrstvou oceli (na každé straně cca 100 mm), která ohraničuje hlavní část pancíře. Hlavní prostřední část je tvořena vrstvou ochuzeného uranu, která je „obalena“ z obou stran plastem zesíleným uhlíkovými vlákny (u verze M1A1 to bývaly 2 vrstvy keramiky; plast je používán hlavně pro absorbovaní rázových vln při výbuchu plastické munice typu HESH). Přední část pancíře tanku je koncipována pro přežití přímého zásahu kinetickou municí až do ráže 125 mm (nejpoužívanější ráže nejpočetnějšího nepřítele tanku Abrams, tanku T-72). Přední část tanku je také značně zkosena (hlavně pak přední část korby) pro zvýšení efektivity pancíře. Tank je také po stranách vybaven kryty pásů, které je ještě možno zesílit reaktivním pancéřováním.
U verze TUSK ("Tank Urban Survivability Kit") je tank vybaven dodatečnou ochranou zadní části korby (kovová mříž). Nejnovější verze tanku Abrams, M1A2 SEP, používá pravděpodobně DU pancíř 3. generace.

## Výzbroj

### Hlavní výzbroj

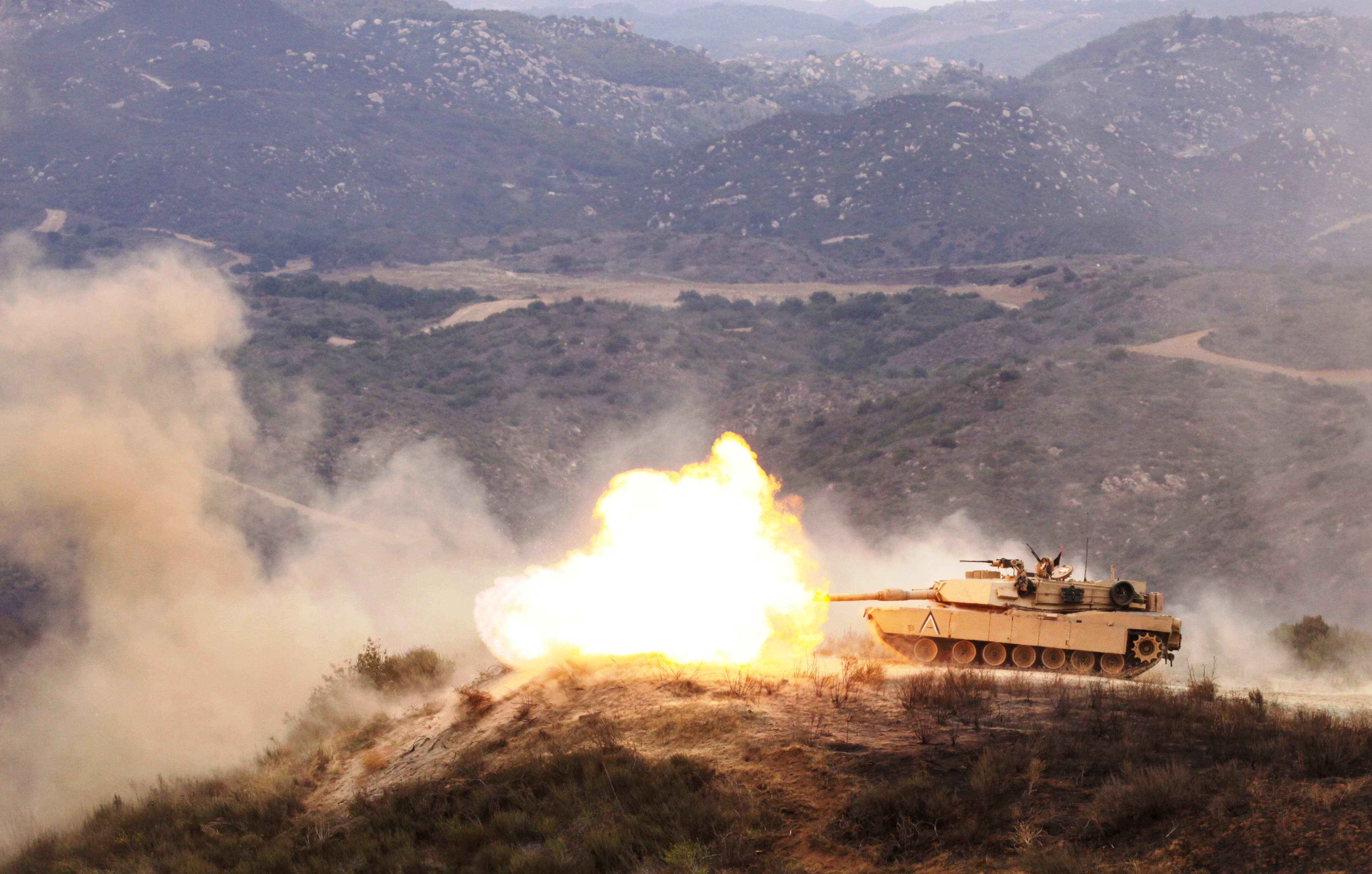
Tank M1A1 Abrams střílí ze svého 120 mm kanónu

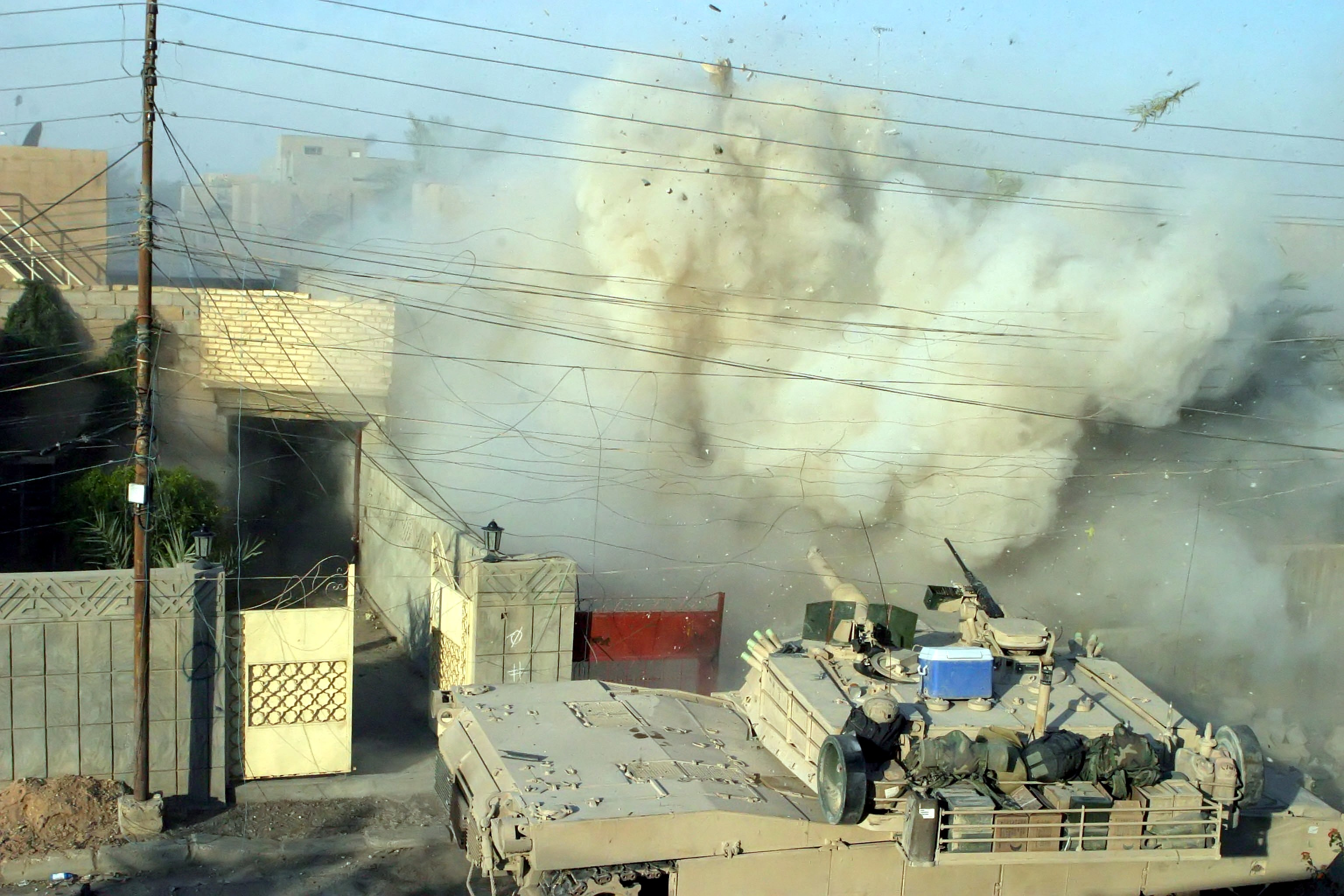
M1A1 Abrams námořní pěchoty pálí z hlavního kanonu na dům ve městě Falludža v Iráku během druhé bitvy o Falludžu roku 2004.

Tank byl původně vybaven drážkovaným kanónem M68 ráže 105 mm (britský Royal Ordnance L7), brzy však byl nahrazen německým kanónem s hladkým vývrtem hlavně Rheinmetall L44 ráže 120 mm (také je používán u tanku Leopard 2, v poslední verzi tanku Leopard 2A6 je jeho delší verze, Rheinmetall L55). Tank s sebou veze až 55 kusů munice (verze M1), novější verze pak pouze 40.
Munice je umístěna v pancéřovaných skříních v zadní části věže (skříně jsou odstíněné a při zásahu odvedou hlavní explozi munice směrem nahoru). Dostřel se pohybuje kolem 3 až 4 km, ale se speciálním druhem munice může být zvýšen až na 8 km (střelba za obzor; tank pouze dostane informace o poloze cíle, počítač vyhodnotí potřebný náměr a odměr a vystřelí). Odměr činí 360°, náměr −9 až +20°. Kanón je také stabilizován, a to jak vodorovně tak svisle a umožňuje tedy i přesnou střelbu za jízdy. Kanón L44 je schopen používat různou munici, hlavní jsou však tyto 4 (první 2 bývají nejpoužívanější):
- APFSDS křidélky stabilizovaná podkaliberní střela s oddělitelnými vodícími prvky – bývá vyrobena nejčastěji z ochuzeného uranu. Ochuzený uran se snadno vznítí a dokáže poškodit zasažený cíl i zevnitř. Po vystřelení překročí až 6 × rychlost zvuku, její efektivita klesá s rostoucí vzdáleností. Starší verze používaly wolfram, který se však s pokrokem moderních pancířů ukázal jako nedostačující, protože ničí cíl pouze svou kinetickou pohybovou energií (proto se jí někdy říká kinetická munice).
- HEAT vysoce explozivní protitanková střela – používá kumulativní paprsek o vysoké teplotě, který je schopen „protavit“ pancíř. Proti moderním vrstveným pancířům nebo pancířům, které jsou zesílené reaktivním pancéřováním, je takřka neúčinná, a proto se v dnešní době používá k ničení méně obrněných či neobrněných vozidel. Vzdálenost cíle nemá vliv na efektivitu střely.
- MPAT víceúčelová protitanková střela – vybuchuje už v blízkosti cíle, proto je vhodná nejen proti pohybujícím se cílům, ale také ji lze použít proti vrtulníkům. Obdobně jako střela HEAT nemá vzdálenost cíle vliv na efektivitu střely.
- STAFF chytrá střela typu "vystřel a zapomeň" – je určena pro zasažení cíle ukrývajícího se za terénní překážkou. Nad cílem odpaluje směrem dolů vysoce explozivní nálož ničící cíl v jeho horní části, která obyčejně bývá jednou z nejslabších (zvláště pak u tanků). Také ji lze použít, obdobně jakou u MPAT, proti vrtulníkům, kde tank nemusí trefit přímo vrtulník, ale stačí, aby střela přelétla nad ním. Podobně jako 2 předcházející střely (HEAT, MPAT) nemá vzdálenost cíle vliv na efektivitu střely.

### Vedlejší výzbroj

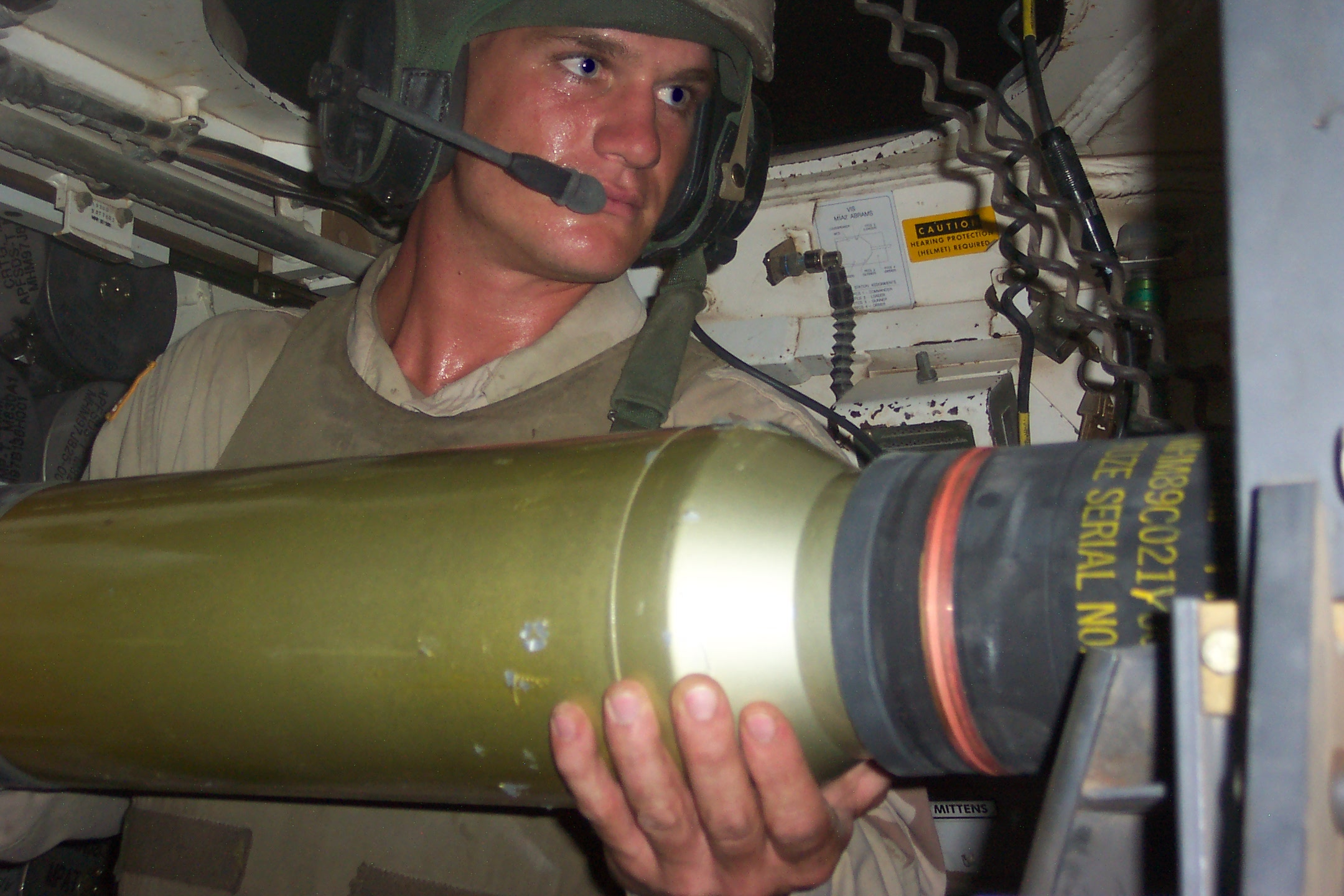
Nabíjení munice do hlavního kanónu M256

Sekundární výzbroj tvoří jeden spřažený kulomet M240 ráže 7,62×51 mm (.308 Winchester), zbraň nabíječe je pak opět kulomet M240. Zbraní velitele je kulomet M2HB ráže 12,7×99 mm (.50 BMG), který je umístěn na průlezu (jeho odměr je 360°, náměr −10° až +65°).
Mimo to také sekundární výzbroj tvoří 4 armádní pistole a jedna poloautomatická karabina M16, pro případ, kdyby byl tank vyřazen a posádka ho musela opustit. Sekundární „výzbrojí“ jsou také výmetnice kouřových granátů (2 výmetnice po 6 granátech; dalších 24 granátů je v zásobě tanku), které brání zaměření tanku (brání zaměření tanku pouze před laserovými zaměřovači, kouř z těchto granátů nedokáže však zabránit zaměření radarem nebo tepelným zaměřovačem)

### Zaměřování

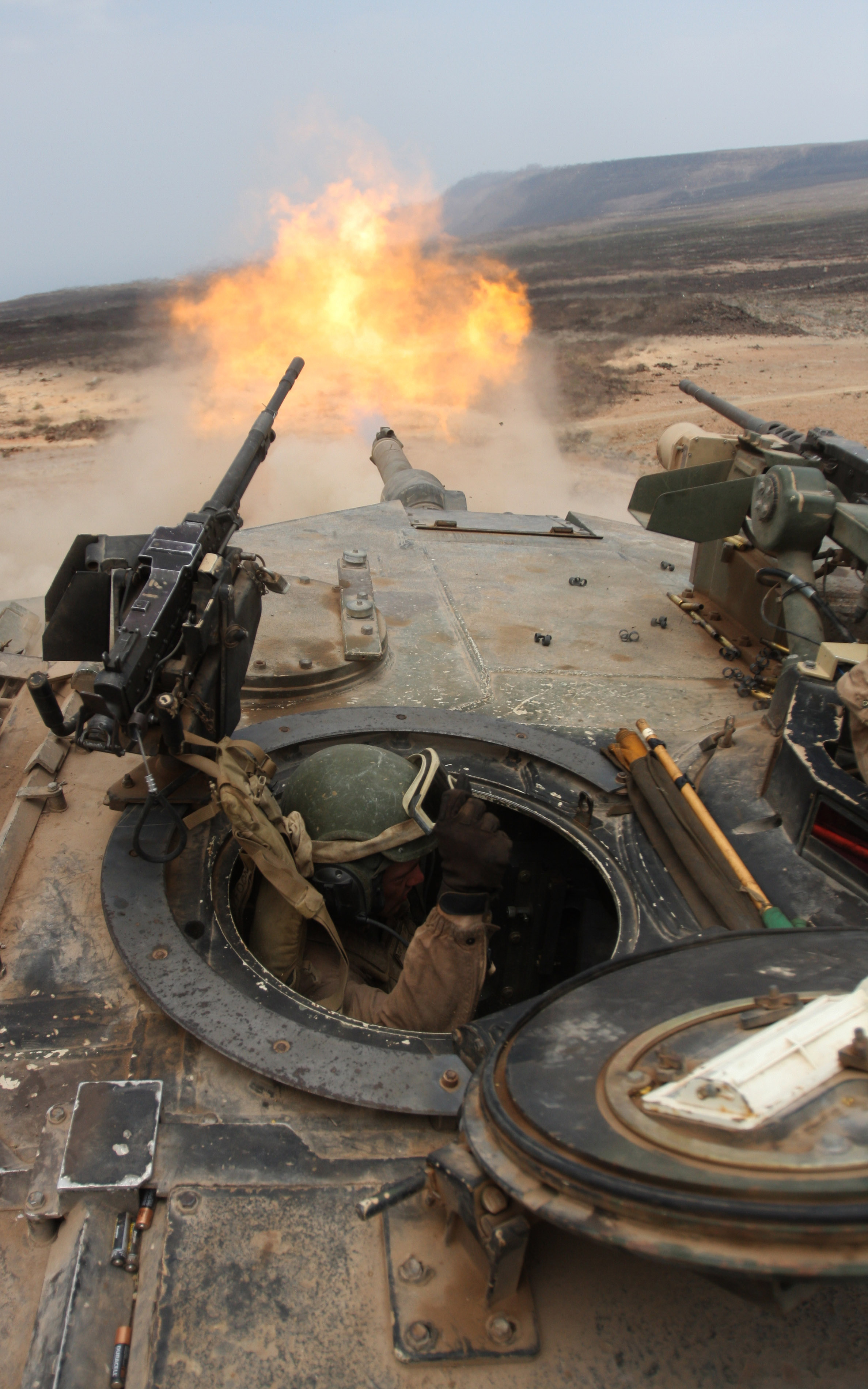
M1A1 pálí z hlavního kanonu, foceno z místa nabíječe, kulomet M240 je vlevo, M2HB vpravo

Poslední verze Abramse, M1A2, používá vysoce pokročilé elektronické vybavení, které má mimo jiné i senzory sklonu a síly větru, laserové dálkoměry, termovizní prostředky apod. Toto vybavení slouží k maximálnímu využití momentu překvapení a je koncipováno pro taktiku „one shot, one kill“ (jedna střela, jedno zničení).
Toto rozhodnutí se americké armádě vskutku vyplatilo, když tanky Abrams bojovaly při operacích Pouštní bouře a Irácká svoboda proti iráckým tankům typu T-72. Tanky Abrams útočily na velké vzdálenosti a kompletně využily výhodu překvapení. Při operaci Pouštní bouře přišli Iráčané o 3 000 tanků během 4 dnů.

### Palubní systémy
Uvedené informace platí pro verzi M1A2.

- CITV (Commander's Independent Thermal Viewer) – je to infrakamera, která je nezávislá na denní době či na počasí. Umožňuje výhled 360° a slouží hlavně pro vyhledávání a identifikaci cílů pro střelce. Systém je také vybaven záložním ovládáním střelby.
- GPS (Gunner's Primary Sight) – hlavní vybavení střelce, obsahuje laserový dálkoměr, systém nočního vidění a také systém automatického řízení palby.
- GAS (Gunner's Auxilliary Sight) – záložní zaměřovací vybavení střelce. Při použití GAS musí střelec manuálně nastavovat odměr a náměr.
- IVIS (Inter-Vehicular Information System) – spojuje všechny tanky na bitevním poli, zobrazuje mapu terénu a pozice vlastních i známých cizích tanků. Také je určen pro komunikaci s velitelstvím, dělostřelectvem či vzdušnou podporou.
- Vybavení řidiče – u průlezu jsou umístěny 3 periskopy, které umožňují výhled 120°, dále je zde také vybavení pro noční vidění (noktovizor AN/VAS-3) a monitorovací panel ukazující zbývající palivo, rychlost nebo polohu podvozku a věže.
- DECU (Digital Electronics Control Unit) – systém pro řízení spotřeby paliva, zmírňuje spotřebu plynové turbíny, která je kvůli tomuto často kritizovaná
- PLRS (Position Location Reporting Systems) – systém pro určování geografické polohy (varianta GPS - Global Position System)
- Battlefield Override – systém pro mapování bojiště; tento systém umožňuje předávat informace o pozicích protivníka ostatním jednotkám na bitevním poli

## Varianty

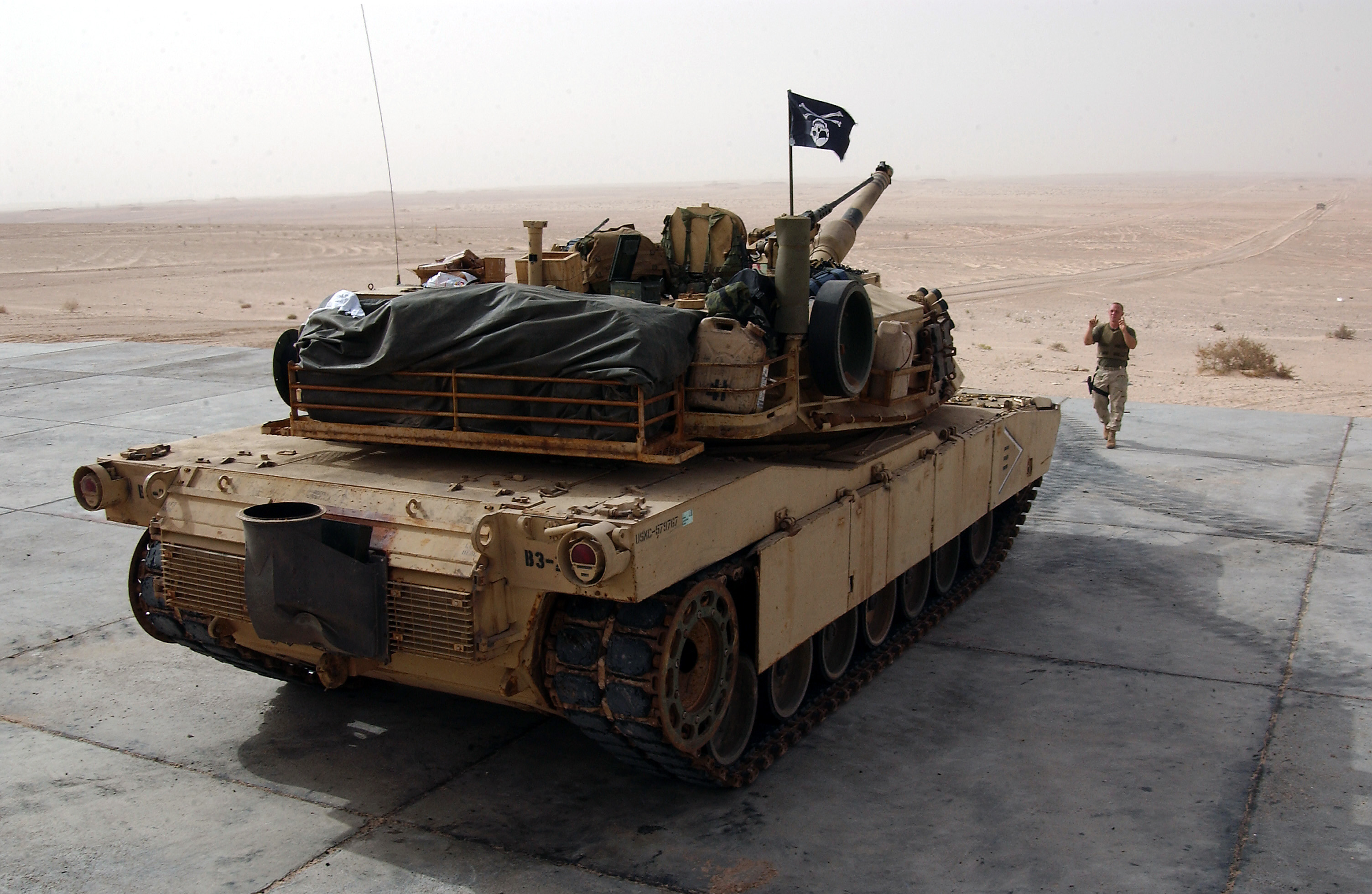
M1A1 námořní pěchoty s nástavcem na šnorchl

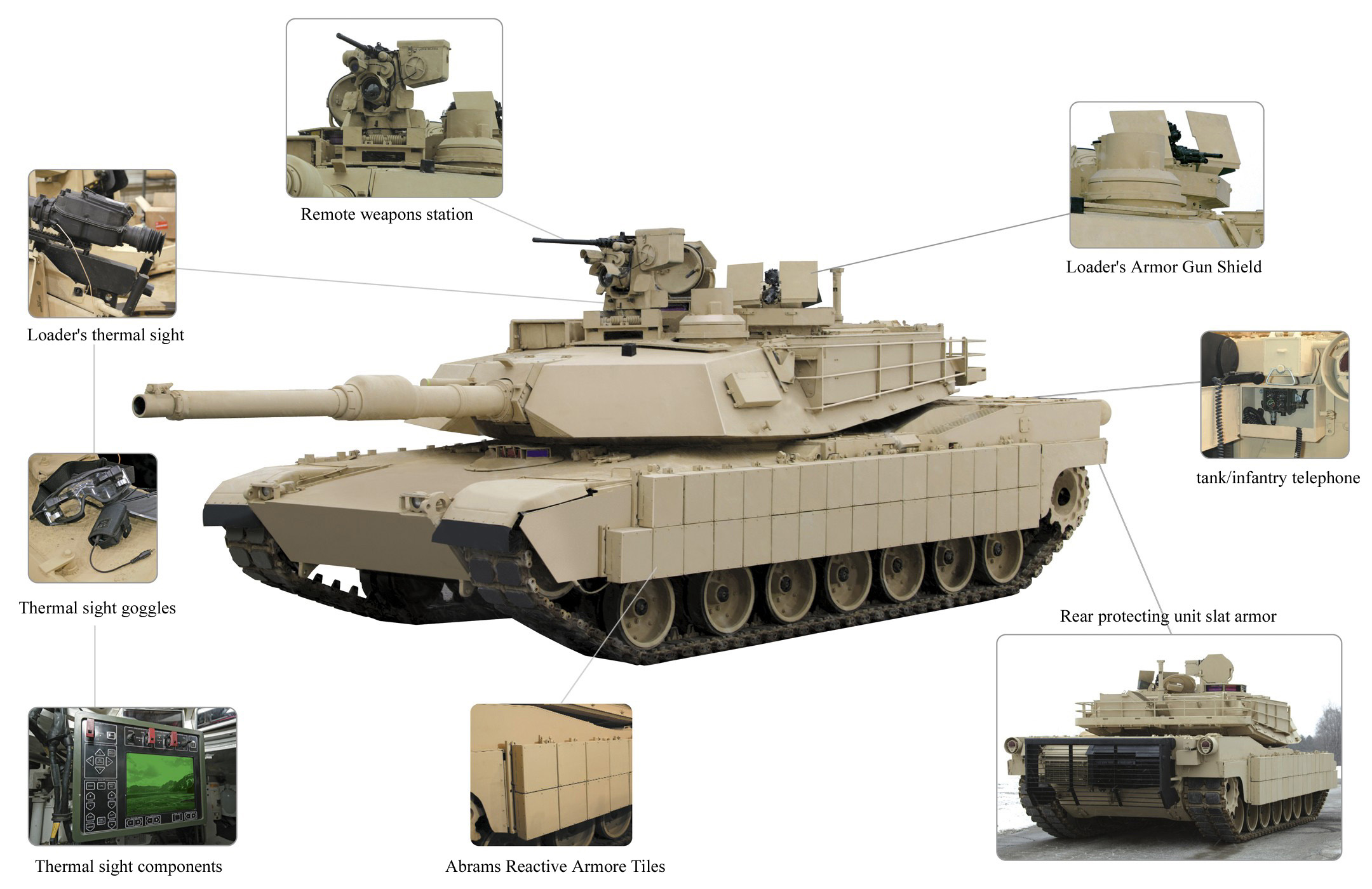
Verze tanku Abrams určená pro městský boj

- XM1 – prototyp firmy Chrysler, který byl vybrán jako vzor pro výrobní sérii
- M1 – první sériová varianta vybavená kanónem M68 (licenční britský L7); produkce začala roku 1978
  - IPM1 – vylepšená verze vycházející z verze M1, předstupeň k verzi M1A1; byla vylepšena pancéřová ochrana, přidána nová převodovka a nové zavěšení kol
- M1E1 – ověřovací varianta pro verzi M1A1
- M1A1 – nová verze se 120 mm kanónem M256 (Rheinmetall L44), novou pancéřovou ochranou, vylepšeným elektrickým vybavením apod.; produkce začala roku 1985
  - M1A1 HA (Heavy Armor) – verze vylepšená o pancéřování, které je vybavené ochuzeným uranem
  - M1A1 HC (Heavy Armor – Common) – zlepšená varianta verze M1A1 HA, která je vybavena dalším elektronickým vybavením (hlavně řízení spotřeby)
  - M1A1 D (Digital) – dále vylepšená varianta verze M1A1 HC, předstupeň k verzi M1A2
  - M1A1 KVT (Krasnovian Variant Tank) – vizuálně modifikovaná verze sloužící při vojenských cvičeních NATO
- M1A2 – podstatně vylepšená verze tanku M1A1, přidáno bylo hlavně nové elektronické vybavení, zvláště pak CITV, byla posílena pancéřová ochrana (DU pancíř 2. generace); produkce začala roku 1992
- M1A2 SEP (System Enhancement Package) – poslední verze tanku Abrams, vybavena nejnovějším elektronickým vybavením, DU pancířem 3. generace (pravděpodobně); většina stávajících elektronických systémů dostala nový barevný display
  - M1A2 SEPv3 – jediné americké tanky vybavené systémy aktivní ochrany Trophy.
  - M1A2 SEPv4 – vývoj zrušen během druhého období Donalda Trumpa. Nahradit jej má M1E3 s bezposádkovou věží, širokým využitím umělé inteligence aj.[8]
- M1A2 TUSK (Tank Urban Survival Kit) – speciální verze tanku Abrams určeného pro městský boj, je vybavena přídavným reaktivním pancéřováním, dálkovým ovládáním kulometu velitele, přístrojem nočního vidění pro nabíječe, vylepšeným termovizním vybavením optimalizovaným pro městský boj, pancéřovým štítem pro kulomet nabíječe, přídavnou ochranou zadní části tanku apod. Dále je vzadu na korbě umístěn telefon pro pěchotu, umožňující pěchotě komunikovat s velitelem tanku.
- M1A3 – V roce 2024 bylo oznámeno, že výrobce GDLS ve spolupráci s americkou armádou zpracuje předběžný návrh nové verze M1A3. Mimo jiné se má vyznačovat menší hmotností (54 oproti 66 metrickým tunám) a zlepšenou ochranou proti dronům. Nová verze by mohla být zavedena před rokem 2030.[9]
- M1 Grizzly – ženijní víceúčelové vozidlo založené na podvozku tanku Abrams. Mezi vybavením je i radlice sloužící k zarovnávání terénních nerovností či vyhrabávání min. Dále slouží k odstraňování násypů, sutě, drátů, protitankových příkopů, betonových jehlanů apod.
- M1 Panther II – odminovací verze na dálkové ovládání založená na podvozku Abramse
- M104 Wolverine – mostní tank založený na podvozku Abramse
- M1150 Assault Breacher Vehicle – odminovací tank

## Uživatelé
- Austrálie (59 kusů M1A1 AIM)
- Egypt (1 005 kusů M1A1)
- Irák (146 kusů)
- Kuvajt (218 kusů M1A2)
- Maroko (384 kusů)

Přehled uživatelů.

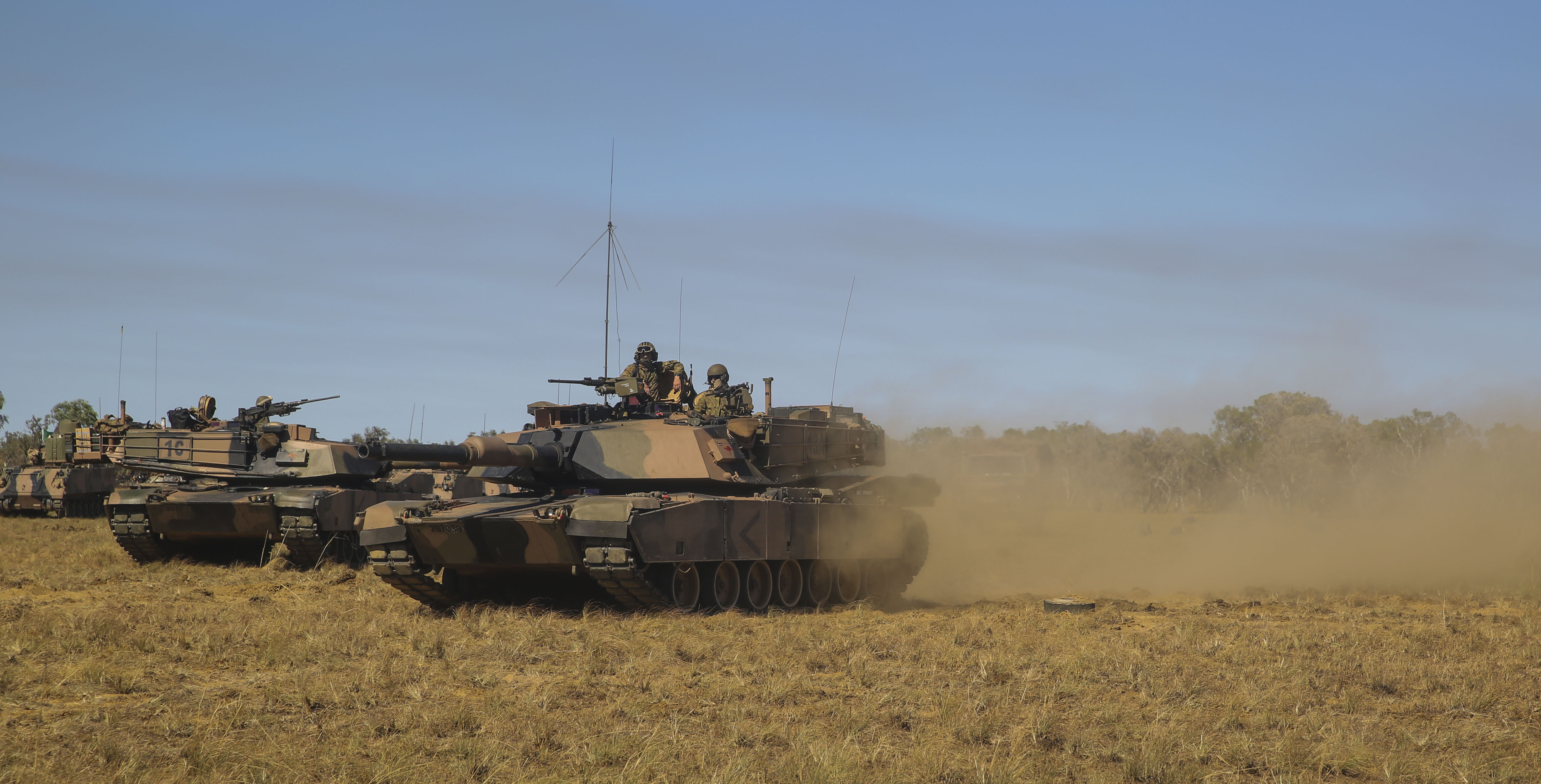
M1 Abrams Australské armády při cvičení.

- Polsko - podle polského portálu Gazeta.pl Varšava hodlalo nakoupit 250 amerických tanků M1A2C Abrams (M1A2 SEPv3).[10] V únoru 2022 tuto zakázku potvrdil americký ministr obrany Lloyd Austin.[11] V dubnu téhož roku došlo k podepsání dohody o koupi všech 250 tanků, které měly být dodány do roku 2025. V červenci 2022 pak Polsko odkoupilo, jako reakci na darování polských tanků T-72 Ukrajině napadené Ruskem, dalších 116 použitých tanků verze M1A1.[12] První z nich dorazily dne 19. července 2022.[13]
- Saúdská Arábie (315 kusů M1A2)[14]
- Tchaj-wan (108 kusů verze M1A2T objednáno, dodávky budou probíhat mezi roky 2023-26)
- Ukrajina - v lednu 2023 schválil americký prezident Joe Biden vojenskou pomoc Ukrajině sestávající z 31 Abramsů[15] varianty M1A2 v exportním provedení.[16] Koncem září 2023 dorazily na Ukrajinu první kusy, ale ve verzi M1A1.[17] Dodáno bylo také několik kusů odminovací verze M1150 ABV.[18]
- USA ( 4 393 verze M1A1 + 1500 kusů verze M1A2 SEP)

Tanky Abrams také zkoušely armády Švédska a Řecka, přičemž obě vybraly Leopard 2.

## Potenciální uživatelé
- Brazílie - armáda poptává tank, který by se stal po následujících 20 let páteří jejich tankových jednotek, jedním z kandidátů je M1A1 Abrams.
- Kolumbie - podle informací z května 2022 projevila Kolumbie zájem o použité americké tanky M1A2 Abrams.[19]